# توم برايس (كاتب أغاني)
توم برايس (بالإنجليزية: Tom Price) هو كاتب أغاني أمريكي، ولد في 28 يناير 1956 في نيويورك في الولايات المتحدة.

## وصلات خارجية
- توم برايس على موقع IMDb (الإنجليزية)
- توم برايس على موقع ميوزك برينز (الإنجليزية)
- توم برايس على موقع ديسكوغز (الإنجليزية)